# مارتین بوسر
مارتین بوسر (به انگلیسی: Martin Bucer) (۱۴۹۱- ۱۵۵۱ میلادی) کشیش اصلاحگر پروتستانی در ویزمبورگ بود که به علت تبلیغات اصلاحگری پروتستانی، توسط کلیسای کاتولیک، تکفیر و مجبور به مهاجرت به استراسبورگ شد. وی به عقاید لوتری و کالوینی معتقد بود و آن را تبلیغ می کرد. او سعی می کرد بین عقاید لوتر و تسوینگلی تلفیق و اعتدالی بدست آورد.
بوسر در خانواده فقیری به دنیا آمد. پدر و پدربزرگش نجار بودند و بشکه‌های چوبی میساختند. او را به مدرسه لاتین فرستادند و در سال ۱۵۰۷ پس از اتمام دوره مدرسه وی به صومعه دومینیکن‌ها فرستاده شد و بعد از چندی راهب صومعه و سپس دستیار کشیش گردید. در سال ۱۵۱۵ به خدمت در صومعه دومینیکن هایدلبرگ وارد شد. در سال ۱۵۱۸ در پی انجام مناظره‌های هایدلبرگ که توسط لوتر انجام گردید باوی آشنا گردید و شیفته عقاید او شد.
در سال۱۵۲۳ بدنبال فشارهای کلیسای کاتولیک وی به استراسبورگ نقل مکان کرد قبلاً عریضه ای به تسویگلی نوشته بود و خواهان مهاجرت به سوئیس بود ولی بعداً تغیر عقیده داد. در استراسبورگ مواعظ خود را با احتیاط آغاز نمود و مورد حمایت کشیش ماتیو زل قرار گرفت و در همین دوران بود که کتاب های خودش را انتشار داد. 